# Selektivní inhibitor zpětného vychytávání serotoninu

serotonin

Selektivní inhibitory zpětného vychytávání serotoninu (SSRI, z anglického „selective serotonin reuptake inhibitors“) jsou novější skupina léků proti depresi, o nichž se předpokládá, že účinkují potlačením látek vychytávajících neurotransmiter serotonin ze synaptické štěrbiny, čímž zvyšují dostupné množství serotoninu.
Skupina léčiv je v ATC-klasifikaci označena kódem N06AB.

## Mechanismus účinku
Mechanismus účinku SSRI je neznámý. Předpokládaný mechanismus účinku je následující. Přebytečný serotonin vyplavený po vzruchu do synaptické štěrbiny je zpětně vychytáván k recyklaci pomocí transportérů umístěných v presynaptické membráně. Látky této skupiny selektivně blokují právě tyto transportéry a zamezují tak zpětnému vychytávání (re-uptake) serotoninu. Tím se zvyšuje koncentrace neuromediátoru serotoninu v synapsi, což je účelem antidepresivní terapie.

## Nežádoucí účinky
Na rozdíl od mnoha tricyklických antidepresiv mají SSRI nižší afinitu k serotoninovým 5-HT1A, 5-HT2, dopaminovým D1, D2, adrenergním alfa1, alfa2, beta, histaminovým H1, cholinergním muskarinovým, benzodiazepinovým a opioidním receptorům. Chybění účinků na tyto receptory vysvětluje, proč se při léčbě SSRI projevuje méně obvyklých nežádoucích účinků jako je sucho v ústech, poruchy funkce žlučníku a trávení, porucha akomodace zraku, sedace, kardiotoxicita a ortostatická hypotenze.

## Zástupci
Mezi SSRI patří např. tyto látky (v závorkách jsou uvedeny obchodní názvy vybraných léčiv):
- fluvoxamin (Fevarin)
- fluoxetin (Prozac, Magrilan, Deprex, Defluox, Apo-Fluoxetine a další)
- paroxetin (Seroxat, Remood, Parolex, Arketis, Apo-Parox a další)
- sertralin (Zoloft, Asentra, Serlift a další)
- citalopram (Seropram, Citalec, Citalon, Apo-Cital a další)
- escitalopram (Cipralex, Esoprex, Elicea, Estan, Itakem a další)